# كاميرينو
قَمْرِين أو كاميرينو، مدينة تقع في مقاطعة ماشيراتا، ماركي في وسط شرق إيطاليا. وتقع في الأبينيني على الحدود مع أومبريا بين أودية الأنهار «بوتنزا» و«تشينتي» على بعد 64 كم من أنكونا.
كاميرينو هي موطن جامعة كاميرينو التي تأسست في العصور الوسطى.

## السكان
في سنة 1861 بلغ عدد السكان 12٬419 نسمة، وتطور العدد ليصل في سنة 2011 لـ 6٬902 نسمة.
يظهر هذا المخطط البياني تطور النمو السكاني لـ كاميرينو

## أعلام
- جيمي فونتانا
- دانييلا رينا

## روابط خارجية
- الموقع الرسمي للمدينة
- أراضي كاميرينو (بالإيطالية)